# Adobe Content Server
 (février 2023).
Adobe Content Server est un logiciel propriétaire développé par Adobe [Quand ?]. Il vise à gérer des bibliothèques numériques.

## Caractéristiques
- Outil de zoom : Zoomify
- Moteur de recherche : Verity
- Importation dynamique des métadonnées à partir du numéro de la notice du SIGB